# Dompierre-les-Tilleuls
Dompierre-les-Tilleuls ist eine französische Gemeinde mit 291 Einwohnern (Stand: 1. Januar 2022) im Département Doubs in der Region Bourgogne-Franche-Comté.

## Geographie
Dompierre-les-Tilleuls liegt auf 836 m über dem Meeresspiegel, etwa 13 Kilometer westsüdwestlich der Stadt Pontarlier (Luftlinie). Das Dorf erstreckt sich im Jura, inmitten des weiten Hochplateaus von Arlier (Pontarlier-Frasne), nordwestlich der Montagne du Laveron. 
Die Fläche des 12,94 km² großen Gemeindegebiets umfasst einen Abschnitt des französischen Juras. Das ganze Gebiet wird vom Hochplateau von Arlier eingenommen, das durchschnittlich auf 850 m liegt. Es ist überwiegend von Wiesland bedeckt, zeigt aber auch einige Waldflächen und Moorgebiete. Die Hochebene besitzt keine oberirdischen Fließgewässer, weil das Niederschlagswasser im verkarsteten Untergrund versickert. Mit 887 m wird auf einer Anhöhe am Rand der Senke Combe de la Rochette die höchste Erhebung von Dompierre-les-Tilleuls erreicht.
Nachbargemeinden von Dompierre-les-Tilleuls sind Chapelle-d’Huin im Norden, La Rivière-Drugeon im Osten, Bouverans im Süden sowie Frasne und Boujailles im Westen.

## Geschichte
Das Gemeindegebiet von Dompierre-les-Tilleuls war bereits in vorgeschichtlicher Zeit besiedelt, was anhand von Ausgrabungen im Tumulus des Bossus nachgewiesen werden konnte. Es wurden Gegenstände aus der Hallstattzeit und der La-Tène-Zeit zutage gefördert. Erstmals urkundlich erwähnt wird Dompierre bereits im Jahr 941. Der Ortsname leitet sich von Domus Petrus (heiliger Petrus) ab. Im Mittelalter gehörte das Dorf zur Herrschaft La Rivière, die den Herren von Chalon unterstand. Zusammen mit der Franche-Comté gelangte Dompierre mit dem Frieden von Nimwegen 1678 an Frankreich. Um Verwechslungen mit anderen Gemeinden des gleichen Namens zu vermeiden, wurde Dompierre 1922 offiziell in Dompierre-les-Tilleuls umbenannt. Seit 2003 ist Dompierre-les-Tilleuls Mitglied des 10 Ortschaften umfassenden Gemeindeverbandes Communauté de communes du Plateau de Frasne et du Val du Drugeon.

## Sehenswürdigkeiten

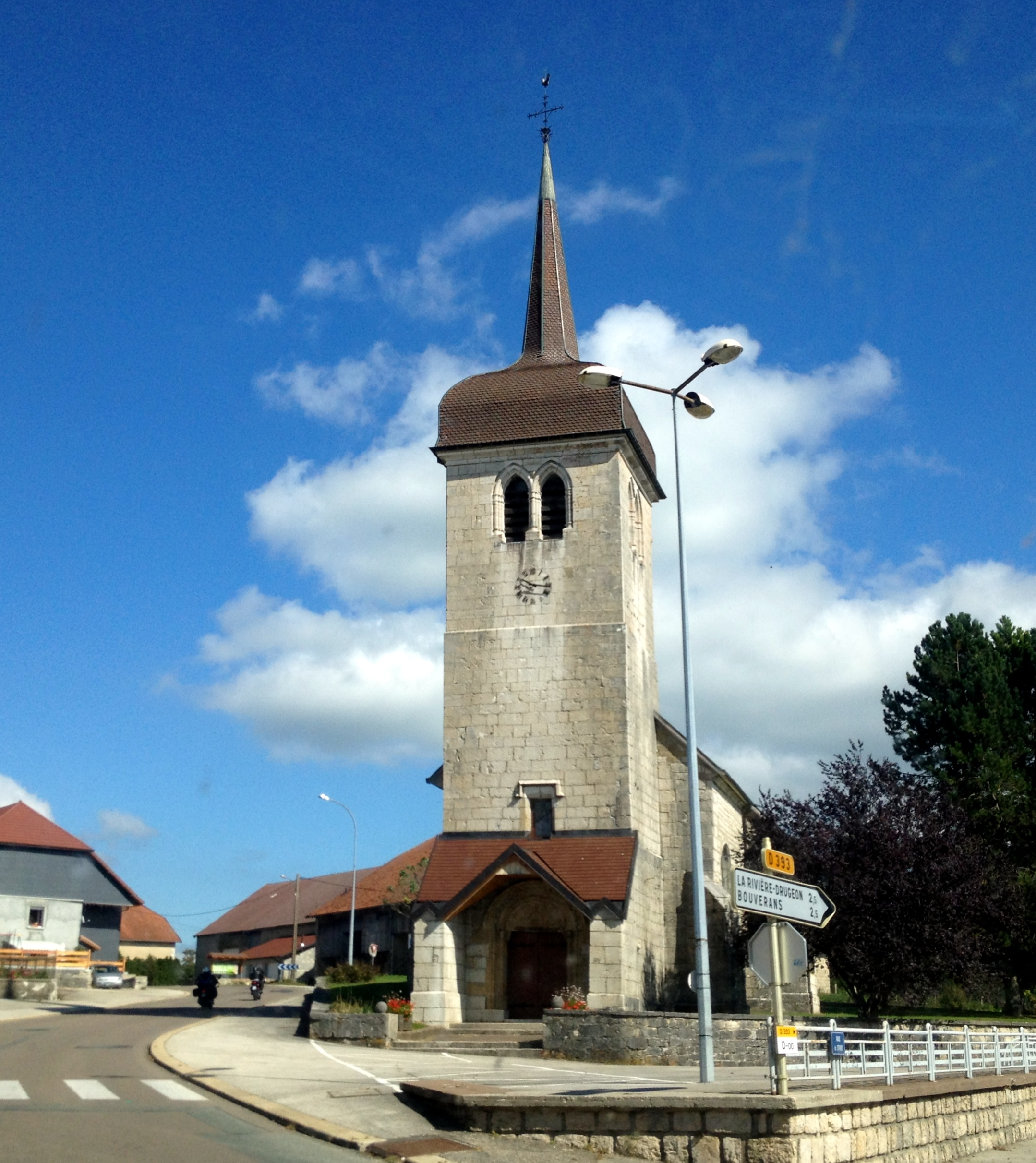
Dorfkirche Saint-Pierre-et-Saint-Paul

Die Dorfkirche Saint-Pierre et Saint-Paul geht ursprünglich auf das 12. Jahrhundert zurück. Die heutige Bausubstanz stammt jedoch hauptsächlich aus dem 15. und 17. Jahrhundert (Schiff) und ist in gotischen Stilformen gehalten. Die Kirche besitzt einen bemerkenswerten Hauptaltar aus dem 18. Jahrhundert. Im Jahr 1825 wurde die Landkapelle Notre-Dame de la Délivrance erbaut.

## Bevölkerung
| Jahr                       | 1962 | 1968 | 1975 | 1982 | 1990 | 1999 | 2006 | 2016 |
| Einwohner                  | 261  | 214  | 182  | 180  | 207  | 210  | 259  | 267  |
| Quellen: Cassini und INSEE |      |      |      |      |      |      |      |      |

Mit 291 Einwohnern (1. Januar 2022) gehört Dompierre-les-Tilleuls zu den kleinen Gemeinden des Départements Doubs. Nachdem die Einwohnerzahl in der ersten Hälfte des 20. Jahrhunderts markant abgenommen hatte (1881 wurden noch 360 Personen gezählt), wurde seit Beginn der 1980er Jahre wieder ein leichtes Bevölkerungswachstum verzeichnet.

## Wirtschaft und Infrastruktur
Dompierre-les-Tilleuls war bis weit ins 20. Jahrhundert hinein ein vorwiegend durch die Landwirtschaft, insbesondere Milchwirtschaft und Viehzucht geprägtes Dorf. Daneben gibt es heute einige Betriebe des Kleingewerbes, darunter ein Unternehmen der Holzverarbeitung. Mittlerweile hat sich das Dorf auch zu einer Wohngemeinde gewandelt. Viele Erwerbstätige sind Wegpendler, die in den größeren Ortschaften der Umgebung ihrer Arbeit nachgehen.
Die Ortschaft ist verkehrstechnisch gut erschlossen. Sie liegt an der Départementsstraße D471, die von Pontarlier nach Champagnole führt. Weitere Straßenverbindungen bestehen mit La Rivière-Drugeon und Chapelle-d’Huin.